# Caloptilia belfragella
Caloptilia belfragella är en fjärilsart som först beskrevs av Victor Toucey Chambers 1875.  Caloptilia belfragella ingår i släktet Caloptilia och familjen styltmalar. Inga underarter finns listade i Catalogue of Life.